# Enveja del penis
L'enveja del penis (alemany: Penisneid), en la psicoanàlisi freudiana, es refereix a la reacció teoritzada de la nena durant el seu desenvolupament psicosexual en adonar-se que no té penis. Sigmund Freud considerava aquest descobriment un moment definitori en el desenvolupament de la identitat sexual en les dones. Segons Freud, la reacció simètrica en el nen en adonar-se que les nenes no tenen penis és el complex de castració. El concepte va ser introduït al vocabulari de la psicoanàlisi en el seu article de 1908 Über infantile Sexualtheorien ("Sobre les teories sexuals infantils"), tot i que la teoria no es va acabar de desenvolupar fins a la publicació de Sobre el narcisisme de 1914. La creixent importància de l'enveja del penis en la teoria freudiana reflecteix l'evolució de la seva visió de la sexualitat. En la seva darrera definició, ve a significar el procés mental que té lloc en la transició femenina de l'etapa fàl·lica a l'etapa de latència.

## Recepció i crítica
L'assumpció que existeixi una enveja de penis femenina ha estat motiu de forts atacs. Sobretot ha rebut crítiques del feminisme, que suggereix, sense aportar cap argument al respecte, que Freud institucionalitza de manera presumptament científica una desvaloració de la dona. La idea de la centralitat de l'home com a subjecte normatiu, respecte al qual la dona es troba en situació de carència, manca o inferioritat ha estat també criticada i considerada representativa del fal·locentrisme o fal·logocentrisme (la formulació és de Luce Irigaray, basant-se en Jacques Derrida) occidental, i continuïtat d'un tipus de pensament patriarcal. El moviment psicoanalític ha qüestionat la validesa del terme des de bon començament, i les teories d'altres psicòlegs com Erik Erikson o Jean Piaget actualment gaudeixen de més popularitat entre el lesbofeminsme.